# Igreja de Santo António (Norte Grande)

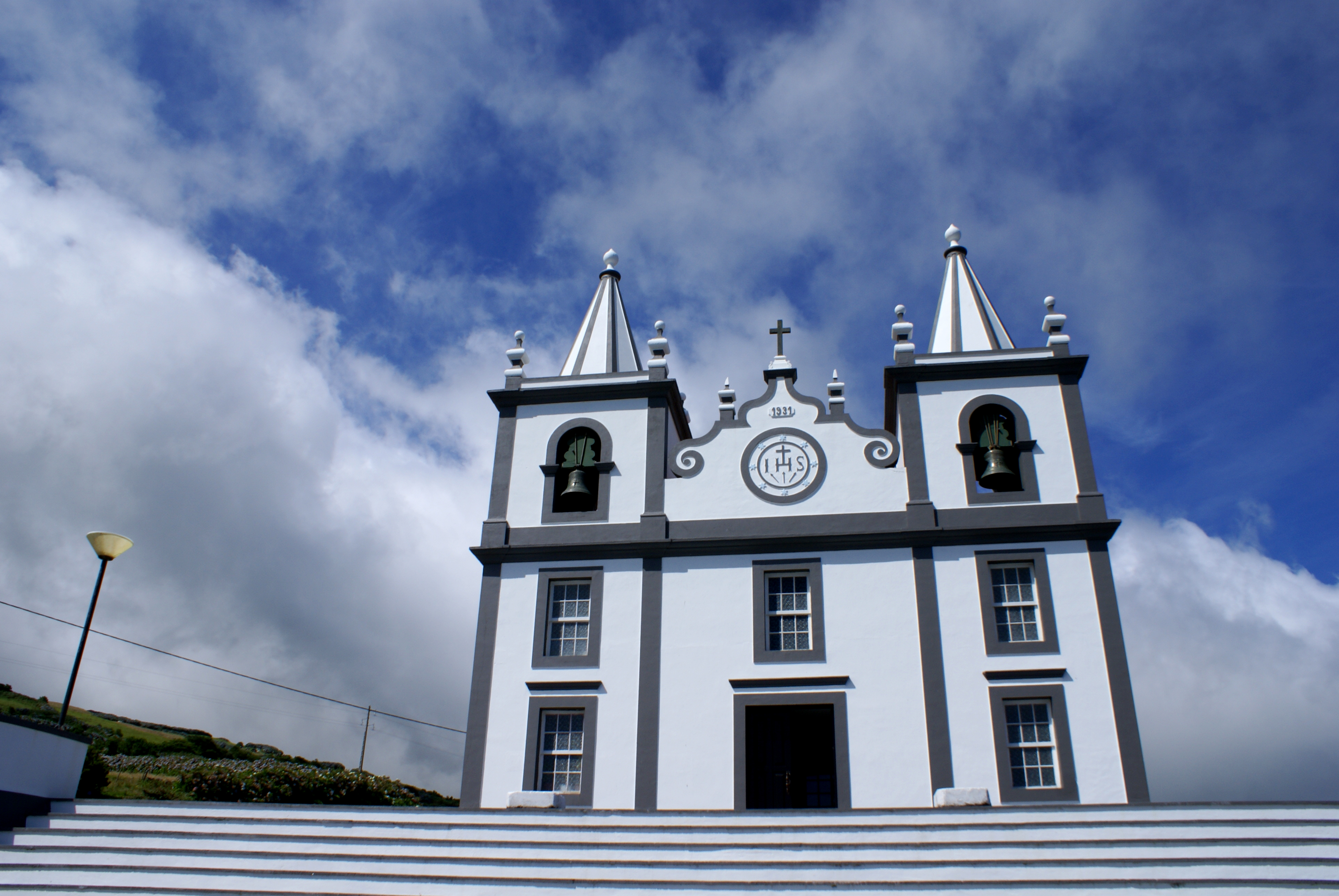
Igreja de Santo António, fachada.

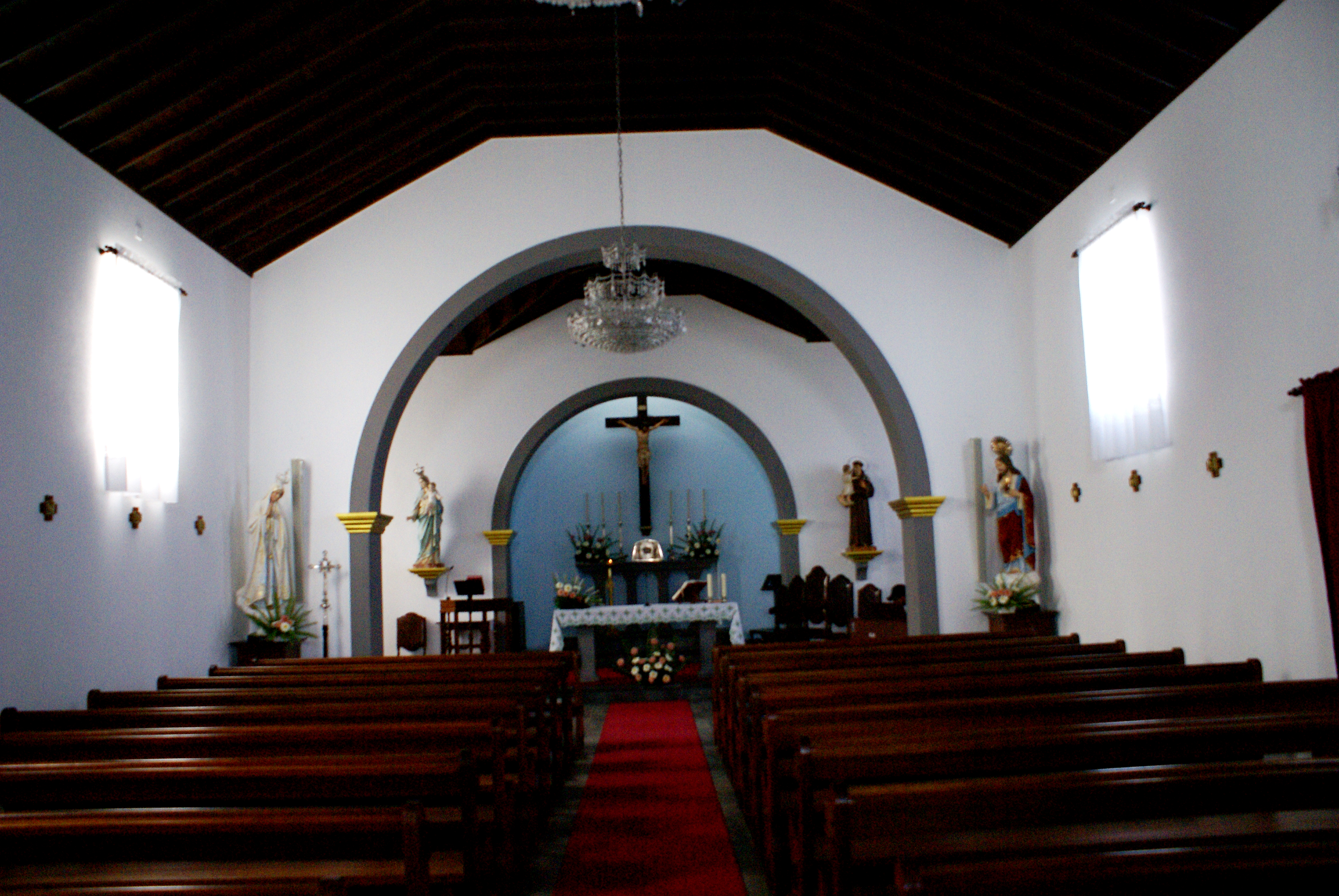
Igreja de Santo António, nave central.

A Igreja de Santo António é uma igreja católica portuguesa localizada na aldeia de Santo António, na freguesia de Norte Grande, concelho de Velas, na ilha açoriana de São Jorge.
A igreja encontra-se construída sobre a primitiva ermida que havia no lugar. Segundo Silveira Avelar, era esta a ermida mais antiga da Ilha de São Jorge, tendo sido fundada no ano de 1543 por Jorge de Lemos e sua mulher Maria de Ávila, moradores na Vila das Velas.
Por escritura pública feita nas notas do tabelião Galas Lopes, dotaram-na estes fundadores com uma pastagem que media um moio de superfície, pastagem destinada a passal do cura do lugar, o qual após a criação do curato passou a receber do Estado uma importância em dinheiro como côngrua.
Na segunda metade do século passado foi a ermida bastante acrescentada, por esmolas do povo, tendo-as então construído também a casa para o pároco.
As obras então levadas a efeito valorizaram consideravelmente a primitiva ermida, erguendo-lhe duas elegantes torres sineiras com seus coruchéus. Para isso receberam-se igualmente muitas esmolas de emigrantes do lugar, residentes na América do Norte. Precisamente no ano de 1860, João Pereira Soares de Azevedo e João Soares, regressando dos Estados Unidos à povoação da sua naturalidade, ofereceram-lhe um sino.
Construída, como aliás todo o povoado, em sítio elevado, esta igreja sobressai do casario de modo notório, dado que as habitações encontram-se dispersas. No ano de 1877 o lugar de Santo António tinha 155 fogos 762 almas.
O actual templo desta localidade, datado de 1931, ecnontra-se dotado de duas torres sineiras, é um edifício de grande porte é o resultado de restauros praticados sobre as edificações anteriores destruídas por terramotos que desde o 1543 fizeram vacilar as estruturas do templo, tendo o último acontecimento de volto acontecido a quando o terramoto de 1 de Janeiro de 1980.